# Tigranes IV
Tigranes IV (Armeens: ՏիգրանԴ) († ca.1 na Chr.) was koning van Armenië van 8 v.Chr. tot 1 na Chr. en laatste heerser van de Artaxiaden.  Hij was de zoon van Tigranes III en was getrouwd met zijn zus Erato.

## Context
Na de dood van zijn vader Tigranes III in 8 of 6 v.Chr. zette de Armeense adel zijn zoon en dochter op de troon zonder goedkeuring van de Romeinse keizer Augustus. Het Koninkrijk Armenië was sinds 20 v.Chr. een vazalstaat van Rome. Als strafmaat zette Augustus, Artavasdes III, de broer van Tigranes III, op de troon. Tigranes IV en Erato betuigden hun eer aan Augustus en kregen hun troon terug.
Tijdens een veldslag rond 1 na Chr. sneuvelde Tigranes IV, de Romeinen vervingen hem door Ariobarzanes II koning van Atropatene.